# Julio Manuel Palarea
Julio Manuel Luis Palarea (Buenos Aires, 25 de agosto de 1915 - 10 de marzo de 2011) fue un economista argentino que ejerció como Gerente general del Banco Central de la República Argentina y posteriormente como Ministro de Comercio Exterior de su país durante los últimos meses de la presidencia de Juan Domingo Perón, en 1955.
Se doctoró en Ciencias Económicas en la Universidad de Buenos Aires y formó parte del Instituto de Economía de los Transportes de la Capital Federal. Más tarde fue jefe del Departamento de Estudios Económicos de la Dirección General de Aeronavegación Comercial.
En 1948 se incorporó como técnico al IAPI, en el cual fue jefe de los departamentos de Auditoría y de Organización. Fue incorporado a los ferrocarriles General Roca y General Belgrano en 1951, y gerente general del Banco Central de la República Argentina en 1952. Fue nombrado Ministro de Comercio de la Nación por el presidente Juan Domingo Perón en abril de 1955, ocupando ese cargo hasta el golpe de Estado de septiembre de ese año.
Volvió a colaborar en el gobierno en la presidencia de María Estela Martínez de Perón. En 1982 formaba parte de la comisión económica del Partido Justicialista, presidida por Antonio Cafiero.